# Флаг Приморского сельского поселения (Челябинская область)
Флаг муниципального образования Примо́рское сельское поселение Агаповского муниципального района Челябинской области Российской Федерации — опознавательно-правовой знак, служащий официальным символом муниципального образования.
Флаг утверждён 30 мая 2007 года и внесён в Государственный геральдический регистр Российской Федерации с присвоением регистрационного номера 4477.

## Описание
«Прямоугольное полотнище с отношением ширины к длине 2:3, воспроизводящее композицию герба Приморского сельского поселения в красном, синем и жёлтом цветах».
Геральдическое описание герба гласит: «В червлёном поле опрокинутое вогнутое лазоревое острие, уходящее концом за нижнюю границу щита; поверх всего три выходящие снизу золотых пшеничных колоса, положенные веером таким образом, что средний обременяет остриё в столб, а крайние лежат поверх границы поля и острия».

## Обоснование символики
Флаг составлен на основе герба Приморского сельского поселения, по правилам и соответствующим традициям вексиллологии, и отражает географические, исторические и экономические особенности поселения.
Синее остриё показывает, что все посёлки и село расположены на берегах рек: Приморский — на левом берегу реки Урал, Верхнекизильское — на правом берегу реки Урал, в верхнем течении реки Малый Кизил — отсюда и наименование села, Ржавка — на левом берегу реки Ржавчик. Кроме этого недалеко от поселения находится Верхнеуральское водохранилище, называемое в народе «морем».
Синий цвет (лазурь) — символ истины, чести и добродетели, водных просторов.
Красное поле показывает, что поселение, несмотря на свою «молодость», имеет глубокую историю, основными вехами которой являются крестьянская война под предводительством Пугачёва, образование Верхнекизильского станичного совета крестьянских и казачьих депутатов, расположение на территории поселения в советское время колхозов «Красный Урал», «Красный маяк» и другие.
Красный цвет символизирует мужество, самоотверженность, красоту, справедливую борьбу и жизнь.
Три колоса аллегорически показывают три села — Приморское, Ржавка, Верхнекизильское, входящие в состав поселения. Расположенные в нижний части флага, колосья аллегорически показывают расположение Приморского сельского поселения на юге Челябинской области. Колосья — символ плодородия, роста, урожая, аллегорически показывают сельскохозяйственную направленность экономики поселения; посёлок Приморский основан при усадьбе молочно-овощного совхоза, посёлок Ржавка образован как подсобное хозяйство Магнитогорского металлургического комбината.
Жёлтый цвет (золото) — символ богатства, урожая, стабильности, уважения и интеллекта.